# Difetto topologico
In matematica e fisica, un difetto topologico o solitone topologico è una soluzione di un sistema di equazioni differenziali parziali omotopicamente distinta dalla soluzione di vuoto in una teoria quantistica dei campi. Si può dimostrarne l'esistenza perché le condizioni al contorno implicano l'esistenza di soluzioni omotopicamente distinte. In genere questo si verifica perché il confine su cui sono specificate le condizioni al contorno ha un gruppo di omotopia non banale che si conserva nell'equazioni differenziali. Le soluzioni delle equazioni differenziali sono poi topologicamente distinte e sono classificate per la loro classe di omotopia. I difetti topologici sono stabili non solo rispetto a piccole perturbazioni, ma non possono decadere o essere annullati, proprio perché non vi è alcuna trasformazione continua che li descriva (omotopicamente) con soluzioni uniformi.